# William Bendix
William Bendix (ur. 14 stycznia 1906, zm. 14 grudnia 1964) – amerykański aktor filmowy.

## Filmografia
- 1942: Wake Island jako szer. Aloysius K. 'Smacksie' Randall
- 1944: Łódź ratunkowa jako Gus Smith
- 1946: Błękitna dalia jako Buzz Wanchek
- 1951: Opowieści o detektywie jako detektyw Lou Brody
- 1952: Makao jako Lawrence C. Trumble
- 1963: Pieniądze albo miłość jako Joe Fogel
- 1963–1964: Prawo Burke’a (2 odcinki, różne role)

## Nagrody i nominacje
Za rolę szer. Aloysiusa K. 'Smacksie' Randalla w filmie Wake Island został nominowany do Oscara.